# Panathinaïkos Athlitikos Omilos 1987-1988
Questa voce raccoglie le informazioni riguardanti il Panathīnaïkos Athlītikos Omilos nelle competizioni ufficiali della stagione 1987-1988.

## Stagione
Dopo aver iniziato il campionato con due sconfitte consecutive, il Panathinaikos riprese quota senza riuscire a inserirsi nella lotta per il titolo. Dopo quattordici gare, con la squadra al sesto posto in classifica, la dirigenza decise pertanto di esonerare l'allenatore Daniil, malgrado avesse condotto la squadra sino ai quarti di finale di Coppa UEFA estromettendo Auxerre e Honvéd grazie a delle rimonte, nonché la Juventus usufruendo della regola dei gol fuori casa.
Come nuova guida tecnica della squadra fu scelto lo svedese Gunder Bengtsson, il quale rimediò subito un'estromissione dalla Coppa UEFA per mano del Club Bruges. In campionato il Panathinaikos rimase ai margini delle posizioni di classifica medio-alta, inserendosi nel folto gruppo di squadre accreditatesi come candidate per la qualificazione alla Coppa UEFA; un finale balbettante tagliò fuori dai giochi la squadra, che tuttavia aveva guadagnato il visto per il palcoscenico europeo grazie alla vittoria della sua decima coppa nazionale, avvenuta prevalendo ai rigori nella finale contro i rivali dell'Olympiacos.

## Maglie e sponsor
Vengono confermate le divise decorate da una striscia bianca sulle spalle, prodotte dalla Asics e con lo sponsor Interamerican sul petto.
| Manica sinistra · Manica sinistra · Maglietta · Maglietta · Manica destra · Manica destra · Pantaloncini · Calzettoni |

## Rosa
| N. |                      | Ruolo | Calciatore               |
| -- | -------------------- | ----- | ------------------------ |
|    | Grecia (bandiera)    | P     | Antōnīs Mīnou            |
|    | Grecia (bandiera)    | P     | Nikos Sarganis           |
|    | Grecia (bandiera)    | D     | Iakovos Chatziathanasiou |
|    | Grecia (bandiera)    | D     | Jiannis Kalitzakis       |
|    | Grecia (bandiera)    | D     | Nikos Karoulias          |
|    | Grecia (bandiera)    | D     | Kostas Mavridis          |
|    | Grecia (bandiera)    | D     | Nikos Patsiavouras       |
|    | Grecia (bandiera)    | D     | Nikos Vamvakoulas        |
|    | Grecia (bandiera)    | D     | Christos Vasiliou        |
|    | Grecia (bandiera)    | C     | Kōstas Antōniou          |
|    | Australia (bandiera) | C     | Louis Christodoulou      |
|    | Ungheria (bandiera)  | C     | Márton Esterházy         |

| N. |                       | Ruolo | Calciatore           |
| -- | --------------------- | ----- | -------------------- |
|    | Grecia (bandiera)     | C     | Paris Georgakopoulos |
|    | Grecia (bandiera)     | C     | Lysandros Geōrgamlīs |
|    | Australia (bandiera)  | C     | Chris Kalantzis      |
|    | Grecia (bandiera)     | C     | Nikos Karavidas      |
|    | Argentina (bandiera)  | C     | Juan Ramón Rocha     |
|    | Grecia (bandiera)     | C     | Vaggelis Vlachos     |
|    | Jugoslavia (bandiera) | C     | Velimir Zajec        |
|    | Grecia (bandiera)     | A     | Christos Dimopoulos  |
|    | Grecia (bandiera)     | A     | Thanasis Dimopoulos  |
|    | Grecia (bandiera)     | A     | Kostas Mbatsinilas   |
|    | Grecia (bandiera)     | A     | Dīmītrīs Saravakos   |

## Calciomercato

### Sessione estiva
| Acquisti | Acquisti                 | Acquisti  | Acquisti |
| R.       | Nome                     | da        | Modalità |
| -------- | ------------------------ | --------- | -------- |
| D        | Iakovos Chatziathanasiou | GAS Veria |          |
| D        | Jiannis Kalitzakis       | Diagoras  |          |
| D        | Christos Vasiliou        | OFI Creta |          |

| Cessioni | Cessioni            | Cessioni | Cessioni |
| R.       | Nome                | a        | Modalità |
| -------- | ------------------- | -------- | -------- |
| A        | Thanasis Dimopoulos | Īraklīs  |          |

### Sessione invernale
| Acquisti | Acquisti            | Acquisti       | Acquisti |
| R.       | Nome                | da             | Modalità |
| -------- | ------------------- | -------------- | -------- |
| C        | Louis Christodoulou | Sydney Olympic |          |
| C        | Chris Kalatzis      | Sydney Olympic |          |

| Cessioni | Cessioni         | Cessioni       | Cessioni |
| R.       | Nome             | a              | Modalità |
| -------- | ---------------- | -------------- | -------- |
| D        | Kostas Tarasis   | Arīs Salonicco |          |
| D        | Nikos Karoulias  | svincolato     |          |
| C        | Márton Esterházy | Chênois        |          |

## Risultati

### Alpha Ethiniki

#### Girone di andata
| 1ª giornata | Panathīnaïkos | 2 – 1 | Levadeiakos |  |

| 2ª giornata | Apollōn Smyrnīs | 1 – 0 | Panathīnaïkos |  |

| 3ª giornata | Panserraïkos | 1 – 0 | Panathīnaïkos |  |

| 4ª giornata | Panathīnaïkos | 1 – 0 | Ethnikos Pireo |  |

| 5ª giornata | Īraklīs | 1 – 1 | Panathīnaïkos |  |

| 6ª giornata | Panathīnaïkos | 2 – 1 | PAOK |  |

| 7ª giornata | Olympiacos | 1 – 4 | Panathīnaïkos |  |

| 8ª giornata | Panathīnaïkos | 2 – 1 | Panachaïkī |  |

| 9ª giornata | Arīs Salonicco | 3 – 0 | Panathīnaïkos |  |

| 10ª giornata | Panathīnaïkos | 1 – 0 | Diagoras |  |

| 11ª giornata | Panathīnaïkos | 2 – 5 | OFI Creta |  |

| 12ª giornata | Larissa | 2 – 1 | Panathīnaïkos |  |

| 13ª giornata | Panathīnaïkos | 1 – 1 | AEK Atene |  |

| 14ª giornata | Paniōnios | 0 – 1 | Panathīnaïkos |  |

| 15ª giornata | Panathīnaïkos | 4 – 0 | GAS Veria |  |

#### Girone di ritorno
| 16ª giornata | Levadeiakos | 2 – 1 | Panathīnaïkos |  |

| 17ª giornata | Panathīnaïkos | 2 – 0 | Apollōn Smyrnīs |  |

| 18ª giornata | Panathīnaïkos | 1 – 0 | Panserraïkos |  |

| 19ª giornata | Ethnikos Pireo | 1 – 0 | Panathīnaïkos |  |

| 20ª giornata | Panathīnaïkos | 1 – 1 | Īraklīs |  |

| 21ª giornata | PAOK | 4 – 1 | Panathīnaïkos |  |

| 22ª giornata | Panathīnaïkos | 1 – 1 | Olympiacos |  |

| 23ª giornata | Panachaïkī | 1 – 2 | Panathīnaïkos |  |

| 24ª giornata | Panathīnaïkos | 2 – 1 | Arīs Salonicco |  |

| 25ª giornata | Diagoras | 1 – 2 | Panathīnaïkos |  |

| 26ª giornata | OFI Creta | 2 – 1 | Panathīnaïkos |  |

| 27ª giornata | Panathīnaïkos | 4 – 1 | Larissa |  |

| 28ª giornata | AEK Atene | 2 – 2 | Panathīnaïkos |  |

| 29ª giornata | Panathīnaïkos | 6 – 2 | Paniōnios |  |

| 30ª giornata | GAS Veria | 0 – 0 | Panathīnaïkos |  |

### Coppa di Grecia
| Creta 24 febbraio 1988 Quarti di finale - Andata | Neas Alikarnasou | 0 – 4 | Panathinaikos |  |

| Atene 9 marzo 1988 Quarti di finale - Andata | Panathinaikos | 2 – 0 | Neas Alikarnasou |  |

| Atene 30 marzo 1988 Semifinali - Andata | Panathīnaïkos | 1 – 0 | Larissa |  |

| Larissa 20 aprile 1988 Semifinali - Ritorno | Larissa | 1 – 3 | Panathīnaïkos |  |

| Atene 8 maggio 1988 Finale                   | Panathīnaïkos        | 2 – 2 (d.t.s.) | Olympiacos | Stadio Olimpico (73.375 spett.) |
| \| \| \| \| \| \| Tiri di rigore 4 – 3 \| \| |                      |                |            |                                 |
|                                              |                      |                |            |                                 |
|                                              | Tiri di rigore 4 – 3 |                |            |                                 |

### Coppa UEFA
| Auxerre 30 settembre 1987 Trentaduesimi di finale - Andata | Auxerre | 3 – 2 referto | Panathīnaïkos |  |

| Atene 17 settembre 1987 Trentaduesimi di finale - Ritorno | Panathīnaïkos | 2 – 0 referto | Auxerre |  |

| Atene 21 ottobre 1987 Sedicesimi di finale - Andata | Panathīnaïkos | 1 – 0 referto | Juventus |  |

| Torino 4 novembre 1987 Sedicesimi di finale - Ritorno | Juventus | 3 – 2 referto | Panathīnaïkos |  |

| Budapest 25 novembre 1987 Ottavi di finale - Andata | Honvéd | 5 – 2 referto | Panathīnaïkos |  |

| Atene 9 dicembre 1987 Ottavi di finale - Ritorno | Panathīnaïkos | 5 – 1 referto | Honvéd |  |

| Atene 2 marzo 1988 Quarti di finale - Andata | Panathīnaïkos | 2 – 2 referto | Club Bruges |  |

| Bruges 16 marzo 1988 Quarti di finale - Ritorno | Club Bruges | 1 – 0 referto | Panathīnaïkos |  |

## Statistiche

### Statistiche di squadra
| Competizione    | Punti | Totale | Totale | Totale | Totale | Totale | Totale | DR  |
| Competizione    | Punti | G      | V      | N      | P      | Gf     | Gs     | DR  |
| --------------- | ----- | ------ | ------ | ------ | ------ | ------ | ------ | --- |
| Alpha Ethniki   | 36    | 30     | 15     | 6      | 9      | 47     | 34     | +13 |
| Coppa di Grecia | -     | 5      | 4      | 1      | 0      | 12     | 3      | +9  |
| Coppa UEFA      | -     | 8      | 3      | 1      | 4      | 16     | 15     | +1  |
| Totale          | -     | 43     | 21     | 8      | 14     | 75     | 52     | +23 |

### Statistiche dei giocatori
| Giocatore           | Alpha Ethniki | Alpha Ethniki | Alpha Ethniki | Alpha Ethniki | Coppa di Grecia | Coppa di Grecia | Coppa di Grecia | Coppa di Grecia | Coppa UEFA | Coppa UEFA | Coppa UEFA  | Coppa UEFA | Totale   | Totale | Totale      | Totale     |
| Giocatore           | Presenze      | Reti          | Ammonizioni   | Espulsioni    | Presenze        | Reti            | Ammonizioni     | Espulsioni      | Presenze   | Reti       | Ammonizioni | Espulsioni | Presenze | Reti   | Ammonizioni | Espulsioni |
| ------------------- | ------------- | ------------- | ------------- | ------------- | --------------- | --------------- | --------------- | --------------- | ---------- | ---------- | ----------- | ---------- | -------- | ------ | ----------- | ---------- |
| K. Antoniou         | 25            | 3             | ?             | ?             | ?               | 0               | ?               | ?               | 8          | 2          | 0           | 0          | 33+      | 5      | 0+          | 0+         |
| I. Chatziathanasiou | 21            | 1             | ?             | ?             | 1+              | 0               | ?               | ?               | 3          | 0          | 0           | 0          | 25+      | 1      | 0+          | 0+         |
| L. Christodoulou    | 4             | 1             | ?             | ?             | ?               | 0               | ?               | ?               | 0          | 0          | 0           | 0          | 4+       | 1      | 0+          | 0+         |
| C. Dimopoulos       | 26            | 11            | ?             | ?             | 2+              | 2               | ?               | ?               | 8          | 1          | 0           | 0          | 36+      | 14     | 0+          | 0+         |
| T. Dimopoulos       | 4             | 1             | ?             | ?             | 0               | 0               | 0               | 0               | 1          | 0          | 0           | 0          | 5        | 1      | 0+          | 0+         |
| M. Esterházy        | 2             | 0             | 0             | 0             | 0               | 0               | 0               | 0               | 3          | 0          | 0           | 0          | 5        | 0      | 0           | 0          |
| P. Georgakopoulos   | 9             | 1             | ?             | ?             | 0               | 0               | 0               | 0               | 1          | 0          | 0           | 0          | 10       | 1      | 0+          | 0+         |
| L. Georgamlis       | 27            | 2             | ?             | ?             | 1+              | 0               | ?               | ?               | 6          | 0          | 0           | 1          | 34+      | 2      | 0+          | 1+         |
| C. Kalatzis         | 15            | 1             | ?             | ?             | ?               | 0               | ?               | ?               | 1          | 0          | 0           | 0          | 16+      | 1      | 0+          | 0+         |
| J. Kalitzakis       | 17            | 0             | ?             | ?             | 1+              | 0               | ?               | ?               | 6          | 0          | 0           | 0          | 24+      | 0      | 0+          | 0+         |
| N. Karavidas        | 7             | 0             | ?             | ?             | ?               | 0               | ?               | ?               | 0          | 0          | 0           | 0          | 7+       | 0      | 0+          | 0+         |
| N. Karoulias        | 1             | 0             | 0             | 0             | 0               | 0               | 0               | 0               | 1          | 0          | 0           | 0          | 2        | 0      | 0           | 0          |
| K. Mavridis         | 27            | 1             | ?             | ?             | 1+              | 0               | ?               | ?               | 8          | 1          | 0           | 0          | 36+      | 2      | 0+          | 0+         |
| K. Mbatsinilas      | 20            | 7             | ?             | ?             | 3+              | 3               | ?               | 1               | 7          | 1          | 0           | 0          | 30+      | 11     | 0+          | 1+         |
| A. Minou            | 19            | -?            | ?             | ?             | ?               | -?              | ?               | ?               | 6          | -?         | 0           | 0          | 25+      | -?     | 0+          | 0+         |
| N. Patsiavouras     | 17            | 0             | ?             | ?             | ?               | 0               | ?               | ?               | 6          | 0          | 0           | 0          | 23+      | 0      | 0+          | 0+         |
| J.R. Rocha          | 24            | 1             | ?             | ?             | 1+              | 1               | ?               | ?               | 4          | 0          | 0           | 0          | 29+      | 2      | 0+          | 0+         |
| D. Saravakos        | 26            | 5             | ?             | ?             | 2+              | 3               | ?               | ?               | 8          | 6          | 0           | 0          | 36+      | 14     | 0+          | 0+         |
| N. Sarganis         | 12            | -?            | ?             | ?             | 1+              | -2+             | ?               | ?               | 2          | -?         | 0           | 0          | 15+      | -2+    | 0+          | 0+         |
| N. Vamvakoulas      | 22            | 0             | ?             | ?             | 1+              | 1               | ?               | ?               | 6          | 0          | 0           | 0          | 29+      | 1      | 0+          | 0+         |
| C. Vasiliou         | 22            | 0             | ?             | ?             | ?               | 0               | ?               | ?               | 6          | 1          | 0           | 0          | 28+      | 1      | 0+          | 0+         |
| V. Vlachos          | 23            | 9             | ?             | ?             | 1+              | 1               | ?               | ?               | 6          | 3          | 0           | 0          | 30+      | 13     | 0+          | 0+         |
| V. Zajeć            | 12            | 2             | ?             | ?             | 1+              | 0               | ?               | ?               | 4          | 0          | 0           | 0          | 17+      | 2      | 0+          | 0+         |